# Peridroma aequa
Peridroma aequa är en fjärilsart som beskrevs av Jacob Hübner 1813. Peridroma aequa ingår i släktet Peridroma och familjen nattflyn. Inga underarter finns listade i Catalogue of Life.